# أبو سهل الحمداوي
أبو سهل الحمداوي (يُكتب أيضًا حمدوني وحمدوي) كان رجل دولة فارسيًا وضابطًا عسكريًا في الدولة الغزنوية، وشغل لفترة وجيزة منصب وزير السلطان محمد في عام 1030.

## العائلة
تنتمي عائلة الحمداوي إلى عائلة عريقة غنية من أصول نبيلة، وكان له قصره الخاص الذي كان، حسب الفاروقي السيستاني، "أجمل من قصر كسرى نفسه".

## السيرة
خدم الحمداوي في شبابه الجيش الغزنوي، وكان أيضًا تلميذًا (أو مساعدًا) لأحمد الميمندي. دخل لاحقًا إلى بلاط محمود الغزنوي، حيث عُين بعد فترة وجيزة كمسؤول مالي عن العاصمة الغزنوية غزنة والهند. في عام 1030، تُوفي محمود وخلفه ابنه محمد، الذي عين حمداوي وزيرًا له، ولكن سرعان ما أطاح به شقيقه الأكثر خبرة مسعود الأول، الذي عين أحمد ميمندي وزيرًا له، بينما عين حمداوي مديرًا ماليًّا للدولة الغزنوية بأكملها.

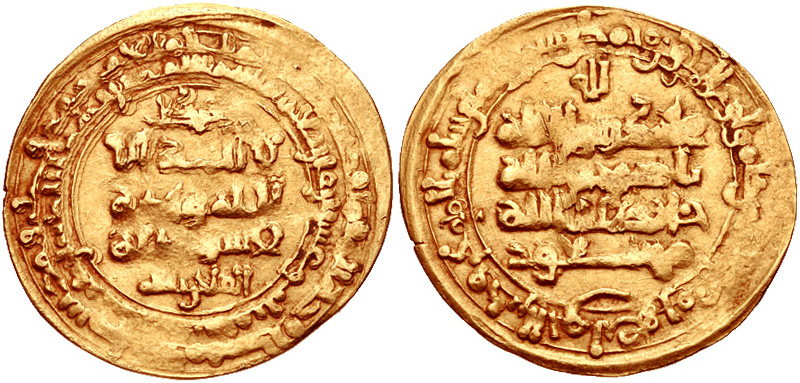
عملة مسعود الأول.

في عام 1033، عُين الحمداوي حاكمًا على ولاية الجبال، التي كانت آنذاك تحت سيطرة الحاكم الكاكوي محمد بن رستم دوشمانزيار، الذي كان تابعًا للغزنويين. ومع ذلك، ظل محمد يثور ضد مسعود الأول، وسرعان ما أُرسل الحمداوي للتعامل مع الأخير، وهو ما نجح في تحقيقه. وفي الفترة نفسها، كان على الحمداوي أن يحمي الجبال من غارات الأتراك الأوغوز (الغزية) الذين وصلوا إلى المنطقة من سهوبهم شمالًا إلى خوارزم. تمكن الحمداوي من هزيمة الأتراك، ثم أسر زعيمهم بما في ذلك عضو مهم آخر من مجموعتهم.
ولكن الغزنويين لم يتمكنوا قط من تدمير قوة الكاكوييين، الذين تمكنوا من الاحتفاظ بممتلكاتهم باعتبارهم تابعين للغزنويين. في عام 1036/7، طرد محمدٌ الحمداويَّ من الجبال، فأُجبر الحمداوي على الانسحاب إلى نيسابور، التي كانت أيضًا تحت غزوات مستمرة من الأتراك الغزية.
في عام 1038، استولى الأتراك الغزية على نيسابور، مما أجبر حاكمها أبو الفضل السوري والحمداوي على الفرار إلى جرجان. خلال هذه الفترة، عيّن مسعود الأول حمادوي مستشارًا رئيسًا له. وبعد سنة 1040/1 اختفى الحمداوي عن الأنظار، وبقي مصيره مجهولًا.